# April Kepner
April Kepner è un personaggio della serie televisiva Grey's Anatomy, interpretato da Sarah Drew.
Visto il suo drastico calo di autostima come chirurgo, Derek la costringe ad operare e la rincuora sul suo futuro da medico. All'inizio ha una cotta per Derek, si fidanza con un paramedico di nome Matthew che lascia sull'altare per sposare Jackson Avery del quale è sempre stata innamorata. In seguito si separa da Jackson, e riprende una relazione con Matthew che infine sposa, più avanti entrambi capiranno di essere diversi e divorzieranno, quindi tornerà con Jackson con cui ha avuto una figlia qualche anno prima.

## Descrizione
April è una ragazza molto insicura, tanto che nel primo episodio in cui compare, Invasione, mostra di avere un taccuino rosso in cui scrive delle frasi per farsi coraggio. Si è rifatta il naso: a scoprirlo è Lexie che, con la complicità di un paziente ladro, sempre nell'episodio Invasione le ruba il taccuino. Durante tutta la sesta stagione mostra di avere una cotta per Derek, ma nella settima stagione riuscirà a diventare amica di Meredith tanto da abitare da lei insieme a Lexie e Jackson.

## Storia del personaggio
April Kepner è nata a Columbus, Ohio il 23 aprile 1982. La madre, Karen, è un'insegnante mentre suo padre Joe è un agricoltore. Lei è la seconda di quattro figlie, le sorelle sono Libby, Kimmie, e Alice. April è inizialmente una specializzanda del Mercy West Hospital, il quale successivamente si unirà al Seattle Grace, attraverso una fusione. Oltre ad April, gli altri specializzandi del Mercy West che compariranno tra i principali sono: Jackson Avery, Reed Adamson e Charles Percy. April mostrerà di essere una ragazza molto insicura, soprattutto nelle prime stagioni in cui compare, tanto da avere un taccuino, dove scrive di tutti i suoi sentimenti e le sue emozioni.
Dopo aver fatto un grave errore, che porterà alla morte di una paziente, April verrà licenziata. Tuttavia Derek Shepherd la riassumerà non appena diventerà il nuovo capo di chirurgia. Siccome April non ha molti amici, passerà molto tempo ad eseguire i compiti che Derek le affida. Alla fine della sesta stagione, April trova il cadavere della sua amica Adamson uccisa da Gary Clark che, caduto in depressione dopo la morte della moglie, deciderà di uccidere tutti i medici che ritiene responsabili della morte della stessa. April si ritroverà a faccia a faccia con questo uomo e Derek ma, dopo aver chiesto pietà al killer, lui deciderà di lasciarla andare. Dopo la sparatoria, April e Jackson si trasferiranno a casa di Meredith Grey.
April dichiara di essere vergine, perché vuole che la prima volta sia speciale e inoltre perché pensa che i ragazzi la trovino noiosa. Durante un'esercitazione mostra un grande potenziale come chirurgo traumatologo. Inizia a nutrire un notevole interesse per Alex Karev, con il quale, per poco, non perde la verginità. Quando Jackson, il suo migliore amico, lo scopre, assale Alex. In seguito, April deciderà di frequentare Robert Stark. Ma i suoi coinquilini la spingeranno a chiudere i rapporti con lui, anche a causa della grande differenza d'età. Alla fine del quinto anno di specializzazione, i coinquilini, tra cui April, inizieranno a prepararsi per gli esami per le diverse borse di studio. Sarà proprio la notte prima degli esami che April, esaltata per aver partecipato a una rissa con un prepotente, perderà la sua verginità con Jackson. Questo la farà riflettere molto sulla sua fede, tanto da non farle passare gli esami. Riceverà poi molte chiamate da vari ospedali, i quali le comunicheranno che non le offriranno più le borse di studio, verrà poi licenziata anche dal Seattle Grace. Nonostante Jackson provi veri sentimenti per April, lei decide di respingerlo, credendo che lui in qualche modo si possa sentire in colpa per ciò che è accaduto tra di loro.
L'ottava stagione si conclude con Kepner, Avery, Karev e Webber in attesa di Meredith, Derek, Mark, Lexie, Arizona e Yang, che sono vittime di un incidente aereo.
Dopo alcuni mesi, Hunt va trovare April, trasferita nella fattoria dei suoi genitori, per riassumerla. Dopo il tragico incidente aereo, Hunt le offre una buona partecipazione lavorativa nell'ospedale. Non appena torna, April ricomincia a frequentare Jackson, pur affermando che vuole "tornare vergine" pregando molto. April sarà molto spaventata quando crederà di essere rimasta incinta ma Jackson la rassicurerà, dicendole che ci sarà sempre per lei, e che è disposto a sposarla se il test risulterà positivo. Quando April scoprirà che il test è negativo, manifesterà la sua gioia, ferendo involontariamente Jackson che deciderà di interrompere la loro relazione.
In seguito, Jackson inizierà una nuova relazione con Stephanie, una specializzanda. Quando lo dirà ad April lei ci rimarrà male, dicendogli che per ora non possono ancora tornare amici. Sarà il nuovo paramedico Matthew a conquistarsi un posto nel cuore di April, ma deciderà di lasciarla quando scoprirà che lei gli ha mentito sul fatto di non essere più vergine. Successivamente Matthew deciderà di perdonarla, torneranno insieme e si fidanzeranno ufficialmente, davanti a tutti. L'ultima puntata della nona serie, April capirà i suoi veri sentimenti per Jackson, credendolo morto; gli dichiarerà di amarlo in modo indiretto, dicendogli "voglio te Jackson, dammi una sola ragione, e io non mi sposerò" ma lui è ancora troppo offeso dai comportamenti avuti in passato di April, e le dice di continuare la sua vita.
Soltanto nella dodicesima puntata della decima stagione, sulle note di Total Eclipse of the Heart, durante il matrimonio di April e Matthew, Jackson capirà di amarla ancora (ricordando le parole di Mark Sloan, cioè di dire sempre a una persona se la si ama, anche se le conseguenze saranno ciò che saranno) e fermerà il matrimonio dicendole: "Io ti amo, April, ti ho sempre amata. Amo tutto di te, anche le cose che non mi piacciono, le amo. E ti voglio con me. Ti amo, e penso che anche tu mi ami, è così? " si conclude così la metà della decima serie, lasciando tutti i partecipanti del matrimonio esterrefatti. Nel ripreso della stagione (puntata 10x13), si scoprirà che Jackson ed April sono scappati insieme e, nonostante il loro dispiacere per aver rovinato le vite di Matthew e Stephanie Edwards e il quasi ripensamento di April, decidono di sposarsi in segreto al lago Tahoe e di andare a vivere insieme. Dopo aver discusso con Catherine Avery, madre di Jackson, riguardo al futuro e all'educazione di possibili figli, April litigherà con Jackson perché lui non sembra accettare l'educazione cristiana che la moglie vorrebbe dare ai figli, offendendola. April va via di casa, e soggiornerà da Callie e Arizona. Quando si affronterà con Jackson, che le chiede scusa per averla offesa, gli dirà di aver scoperto di essere incinta, e i due si rappacificano. Si scoprirà però che loro figlio è affetto da osteogenesi di tipo II e a causa di questo morirà dopo pochi minuti dalla nascita. April, per elaborare il lutto, passerà un anno in guerra come medico insieme al suo mentore Owen Hunt. Dopo un anno, April ritorna ed è molto cambiata ma Jackson, essendosi sentito abbandonato da sua moglie dopo la morte del loro figlioletto, le dice che non sa se quando lei ritornerà di nuovo dalla Giordania lui sarà ancora lì ad aspettarla.
Nella prima puntata della dodicesima stagione, April ritorna di nuovo dalla guerra e viene rinchiusa in una bolla perché Arizona sospetta che, essendo stata nei paesi orientali, possa aver contratto una malattia infettiva. Dopo meno di un giorno in quarantena, Jackson non vuole ancora parlare con lei. Per tentare di avviare una conversazione, April lo chiama per un'emergenza e lui arriva correndo. April sperava che parlassero più pacificamente, invece lui le dice che non sa se vuole ancora una relazione con lei. April rimane sconvolta e dice che lotterà lei per entrambi ma poi i due divorziano. April scoprirà in seguito di essere incinta di Jackson e nell'ultima puntata della dodicesima stagione le si rompono le acque e, grazie al valido aiuto del dottor Warren, partorisce una bambina alla quale viene dato il nome Harriet Kepner Avery.
All'inizio della tredicesima stagione, April tornerà a vivere a casa di Jackson per il bene di Harriet ma non tornerà con lui, rimanendo single. Si troveranno in disaccordo quando April decide di non difendere più l'amico Richard per fargli riottenere il ruolo di insegnante degli specializzandi, preferendo la Minnick dopo che la Bailey le offre il posto temporaneo di primario di chirurgia generale vista la sospensione di Meredith. Passerà una notte d'amore con Jackson mentre sono in Montana per un caso medico, ma in seguito i due non torneranno insieme. A fine stagione, April si rende conto dell'interesse che Jackson inizia a provare per il cardiochirurgo Maggie Pierce e questo la farà ingelosire.
Nella quattordicesima stagione, April avrà un ulteriore cambiamento.
Un nuovo incontro con Matthew, ora sposato e in procinto di diventare padre, la morte della moglie di lui, le domande di un paziente sulla fede e sulla Bibbia, le faranno attraversare un'ulteriore crisi, che la porteranno ad essere addirittura quasi il perfetto contrario, nel privato, di quella che era agli inizi.
Nel corso della stagione ritroverà il suo equilibrio, lavorerà anche fuori dall'ospedale, con Matthew, e riprenderà a frequentarlo in segreto.
Entrambi sono poco propensi a farlo sapere all'inizio e nella penultima puntata, sono entrambi vittime di un grave incidente stradale.
April rischia di morire, le sue condizioni sono gravi e al suo capezzale, Jackson, ancora legatissimo a lei nonostante tutto, prega forse per la prima volta perché lei si salvi.
April si riprende, guarendo completamente e sposando Matthew nel finale di stagione, ricominciando una vita con lui.

### Diciassettesima stagione
Tre anni dopo, nel pieno della pandemia di COVID-19 e quando, nonostante essa, le proteste razziali imperversano per le strade degli Stati Uniti, Jackson si presenta improvvisamente a casa di April. Le ingiustizie sociali a cui ha assistito, che colpiscono anche l'ambiente sanitario e che sono state ancora più evidenziate dalle recenti tragedie, hanno spinto il giovane dottor Avery a prendere una decisione radicale: intende trasferirsi a Boston per prendere in mano le redini della fondazione Catherine Fox e usarne le risorse per combattere tali ingiustizie. Ma ovviamente, non può andarsene così, da solo e abbandonando la figlia Harriet, quindi è venuto a casa di April per proporle di venire con lui. Dopo una nottata passata a parlare ed ascoltarsi a vicenda, April accetta di venire e, inoltre, rivela di essersi lasciata con Matthew: loro due si erano riavvicinati grazie al rispettivo dolore per le perdite subite, ma dopo essersi sposati, è apparso chiaro che da un lato lui non è mai riuscito davvero a perdonarla per averlo lasciato all'altare, dall'altro lei non ha mai perdonato sé stessa per averlo fatto; dopo poco tempo, i due hanno cominciato a lavorare il più possibile, così da ridurre al minimo il tempo assieme e quindi, quando la sorella di Matthew si è ammalata, lui è andato a Filadelfia da lei con la figlia Ruby, ed è chiaro che non torneranno. April non lo aveva mai rivelato a Jackson, in parte perché, con la pandemia in corso, il suo matrimonio le sembrava una cosa troppo poco importante da condividere, in parte per semplice orgoglio. Quindi, andare a Boston è anche per lei un ottimo modo per ricominciare. Jackson guiderà la fondazione mentre April continuerà a lavorare nelle cliniche che forniscono assistenza alle classi disagiate. Forse, grazie al sostegno della fondazione, ora April potrà fare lo stesso lavoro che faceva prima, ma su scala più grande, così come forse, il dover trasferirsi assieme, potrebbe aiutare lei e Jackson a lasciar perdere il passato e a riconciliarsi definitivamente.

### Diciottesima stagione
Quando Jackson torna temporaneamente al Grey-Sloan per salvare il programma didattico e convincere Meredith a restare, April arriva a sua volta e cerca di aiutare il reparto di traumatologia facendo donare delle sacche di sangue. Quando arriva il momento di tornare a Boston, lei e Jackson, in ascensore, si baciano, facendo capire che l'anno passato a Boston ha effettivamente portato i due a riconciliarsi.